# Josef Seegen
Josef Seegen (20. května 1822 Polná – 14. ledna 1904 Vídeň) byl rakouský lékař – balneolog, fyziolog a vědec. Působil převážně ve Vídni. V roce 1853 nastoupil jako lázeňský lékař do Karlových Varů, kde ordinoval až do roku 1885. Poté se vrátil do Vídně, kde se věnoval vědecké práci.

## Mládí a studium
Josef Seegen byl synem židovského obchodníka. Po ukončení povinné školní docházky navštěvoval gymnázium v Bratislavě a ve studiu pak pokračoval na Karlově univerzitě v Praze a na univerzitě ve Vídni. Roku 1847 získal titul Dr. med.
V roce 1848 vstoupil do Akademické legie, ale následně musel opustit Vídeň a odešel do Paříže, kde pokračoval ve studiu u Clauda Bernarda. Zde absolvoval také hodiny geologie na Ècole des mines.

## Profesní kariéra

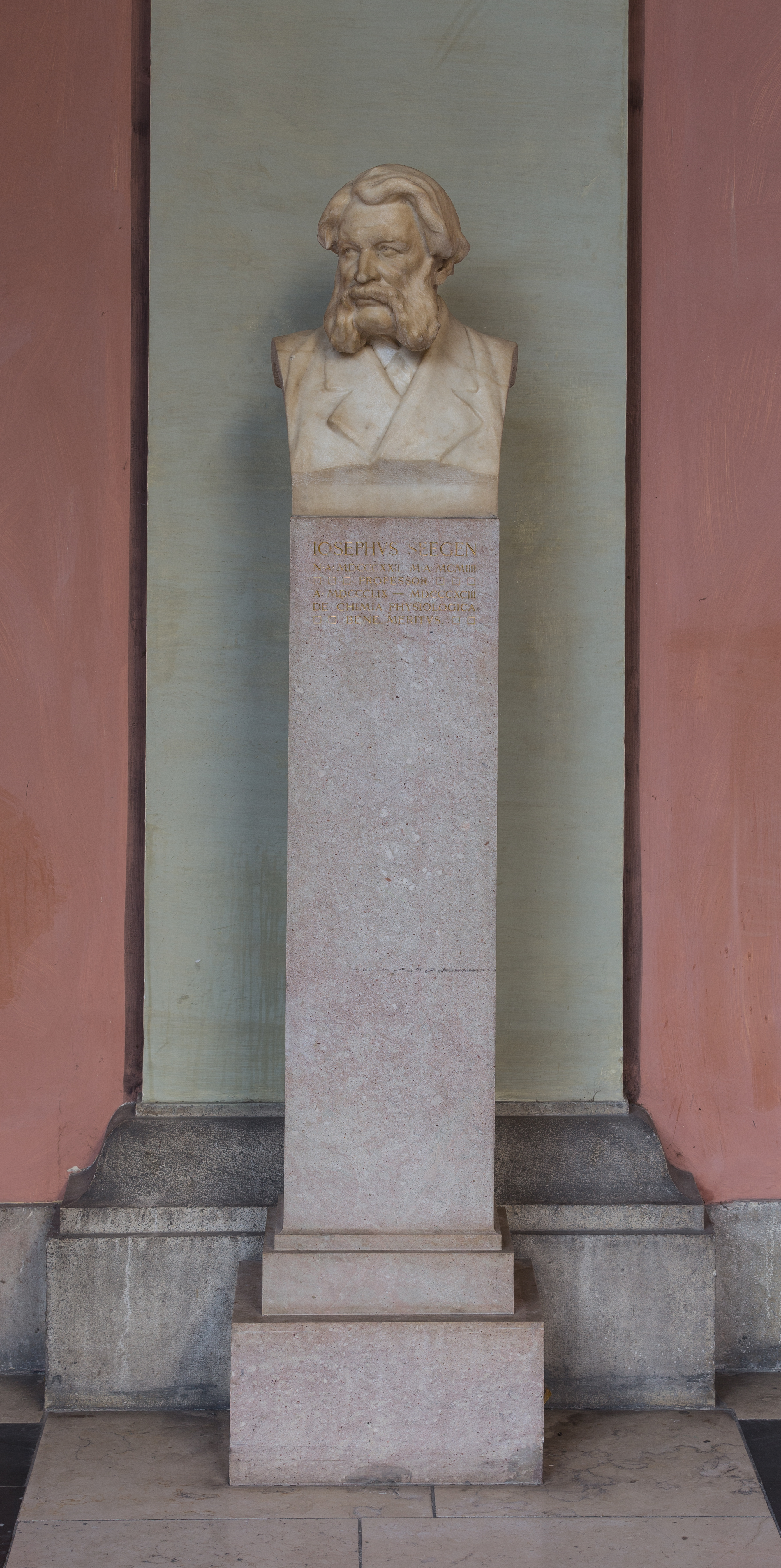
Mramorová busta Josefa Seegena na arkádovém nádvoří Vídeňské univerzity, dílo Richarda Kauffungena (1854–1942), odhalena v roce 1910

V roce 1850 se vrátil do Vídně. Jako ošetřovatel nemocného se dostal do Itálie, jižní Francie, Anglie a Německa.
V lázeňské sezóně roku 1853 nastoupil jako lázeňský lékař do Karlových Varů a setrval zde plných třicet let. V této době se také stále více věnoval balneologii. S kolegy Johannem von Oppolzerem a dermatologem Karlem Ludwigem Ritterem Sigmundem von Ilanor založili v Rakousku Spolek pro léčivé prameny.
Od roku 1854 se habilitoval na Vídeňské univerzitě jako soukromý lektor. V roce 1859 se jako první představitel tohoto oboru stal na univerzitě mimořádným profesorem.
Zkoumal vliv karlovarské vody a její hlavní složky, Glauberovy soli, na metabolismus a cukrovku. Pro tento výzkum mu bylo umožněno využívat laboratoře Josephina. Podařilo se mu prokázat, že tvorba cukru souvisí s životností jaterní buňky a tvoří se z bílkovin a tuku. Tento více než 40 let trvající výzkum shrnul ve dvou dílech Studie o metabolismu v těle zvířat (1887) a v Sebraných pojednáních o tvorbě cukru v játrech (1904).
Roku 1885 ukončil lékařskou praxi v Karlových Varech a vrátil se do Vídně, kde se věnoval vědecké práci. V roce 1893 rezignoval na svoji pedagogickou činnost. Roku 1901 se stal členem Rakouské akademie věd.
Josef Seegen zemřel v ranních hodinách dne 14. ledna 1904 ve svém bytě v Liebenberggasse 7 ve Vídni na následky zápalu plic. Jeho hrob, samostatná krypta, se nachází na hřbitově v Hietzingu (skupina 16, č. 46E).

## Dílo
Výběr:
- Die naturhistorische Bedeutung der Mineralquellen – (Význam přírodní historie minerálních pramenů) – náčrt předložený Kollegiu Wien k habilitaci lektora balneologie na Vídeňské univerzitě, vyd. Verlag von Carl Gerold & Sohn, Vídeň 1854[3]

- Compendium der allgemeinen und speciellen Heilquellenlehre – (Přehled obecné a speciální teorie léčivých pramenů) – dva svazky, vyd. Wilhelm Braumüller, K. K. Hofbuchhändler, Vídeň 1857–1858

- Physiologisch-chemische Untersuchungen über den Einfluss des Karlsbader Mineralwassers auf einige Factoren des Stoffwechsels – (Fyziologické a chemické studie vlivu karlovarské minerální vody na některé metabolické faktory) – vyd. Pichler, Vídeň 1861

- Handbuch der allgemeinen und speciellen Heilquellenlehre – (Příručka obecné a speciální teorie léčivých pramenů) – druhé upravené vydání, vyd. Wilhelm Braumüller, K. K. Hofbuchhändler, Vídeň 1862[4][pozn. 2]

- Studien über Stoffwechsel im Thierkörper – (Studie o metabolismu v těle zvířat) – vyd. Verlag von August Hirschwald, Berlín 1887[2]

- Die Zuckerbildung im Thierkörper, ihr Umfang und ihre Bedeutung – (Tvorba cukru v těle zvířat, její rozsah a význam) – vyd. Verlag von August Hirschwald, Berlin 1890[5]

- Der Diabetes mellitus auf Grundlage zahlreicher Beobachtungen – (Diabetes mellitus na základě četných pozorování) – třetí upravené a rozšířené vydání, vyd. Verlag von August Hirschwald, Berlín 1893[6]

- Gesammelte Abhandlungen über Zuckerbildung in  der Leber – (Sebraná pojednání o tvorbě cukru v játrech) – vyd. Verlag von August Hirschwald, Berlín 1904

## Uznání
Dne 20. února 1910 byl na arkádovém nádvoří Vídeňské univerzity odhalen pomník vytvořený sochařem Richardem Kauffungenem (1854–1942). Richard Kauffungen vytvořil ještě další plastiky Josefa Seegena – v roce 1908 pro Novou posluchárnu staré univerzity (později sloupová síň akademie věd ve Vídni) a roku 1911 pro jubilejní výstavu ve vídeňském Künstlerhausu.

## Zajímavost z Karlových Varů
Josef Seegen během svého 30letého působení v Karlových Varech léčil mnoho lázeňských hostů. Bydlel přímo v centru lázní, na Tržišti v domě U Anglické flotily. Zde se scházeli významní lázeňští hosté, členové urozených evropských rodin, hudebníci, malíři či literáti. Josef Seegen léčil též tehdy již populárního spisovatele Ivana Sergejeviče Turgeněva. Ten v Karlových Varech pobýval dvakrát, v letech 1874 a 1875, léčil si zde těžkou dnu. Ze svého pokoje v domě Anglický král na Zámeckém vrchu téměř nevycházel.